# Arendonk
Arendonk es una localidad y municipio de la provincia de Amberes en Bélgica. Sus municipios vecinos son Mol, Oud-Turnhout, Ravels y Retie, haciendo frontera al norte con los Países Bajos. Tiene una superficie de 55,4 km² y una población en 2019 de 13.293 habitantes, siendo los habitantes en edad laboral el 63% de la población.

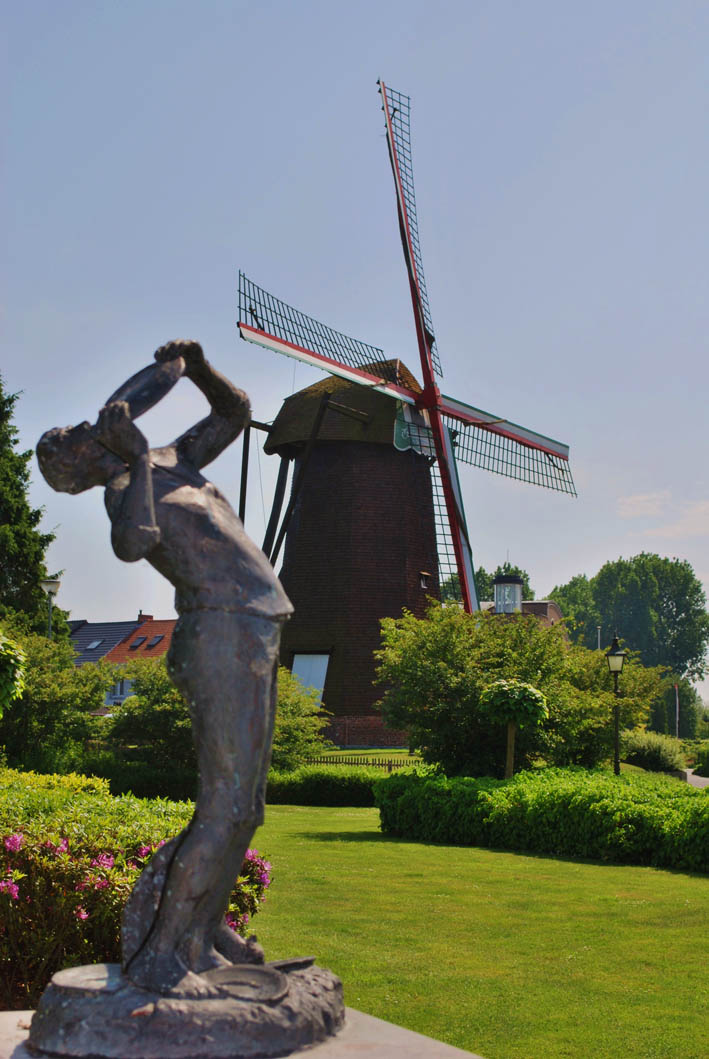
Lameplatos y molino.

El municipio tiene una única localidad, el pueblo de Arendonk, con algunas aldeas casi fusionadas con él, como son De Vraai, Berendonk, Heikant, De Huiskes, etc.

## Demografía

### Evolución
Todos los datos históricos relativos al actual municipio, el siguiente gráfico refleja su evolución demográfica.
| Gráfica de evolución demográfica de Arendonk entre 1846 y 2020 |
|                                                                |

## Lugares de interés
El ayuntamiento fue construido en 1903 en estilo neo-gótico. Un año más tarde, se completó la iglesia de la localidad.
El apodo para los oriundos de esta ciudad es "lame-platos", motivo por el que hay una estatua que personaliza este apodo en la proximidad del molino de viento de Toremansmolen, otra atracción que se puede visitar.

## Ciudades hermanadas
- Tánger, en Marruecos.

## Personas notables de Arendonk
- Rik Van Steenbergen, ciclista.
- Wim De Vocht, ciclista.
- Fabian Feyaerts, cantante.